# Peru-doméstico
O peru-doméstico (Meleagris gallopavo) é uma ave de criação de grande dimensão e uma das duas espécies do género Meleagris, a mesma do peru-selvagem. A ave foi inicialmente domesticada pelos povos indígenas da Mesoamérica há, pelo menos, 2000 anos, com evidências que apontam para a região que hoje correspondem às regiões centrais do México. Criado em todas as regiões temperadas do mundo, a carne de peru é uma das carnes de ave mais populares e a industrialização tornou-a numa das menos dispendiosas.

## História

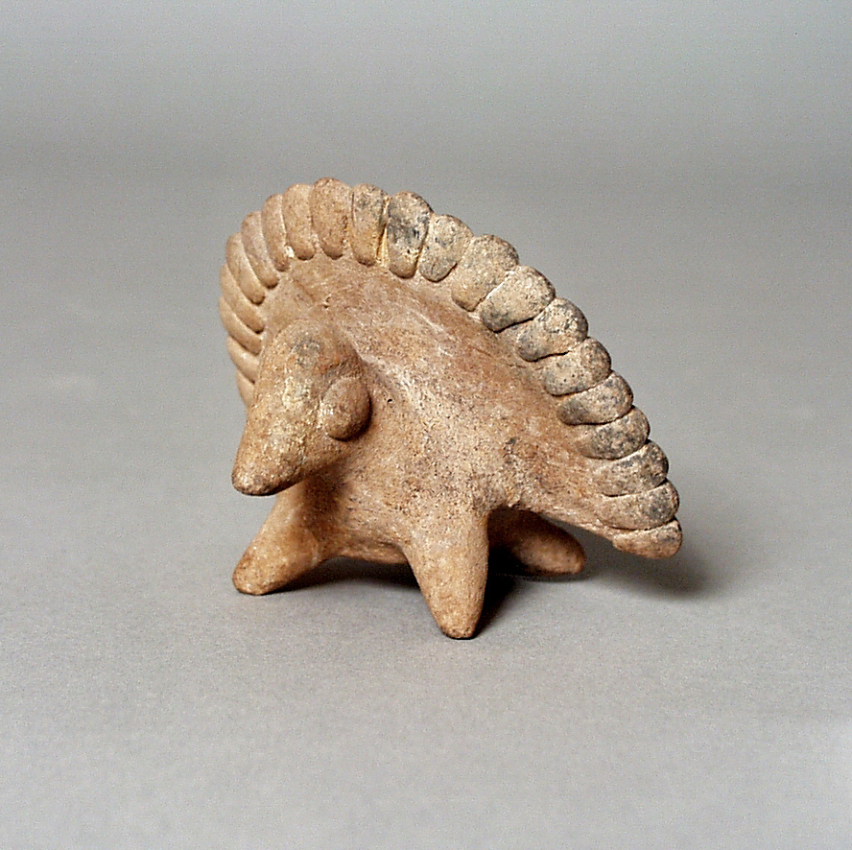
Cerâmica mexicana datada entre 200 a.C e 500 d.C representando o peru.

O peru doméstico é descendente de uma das seis subespécies do peru selvagem (Meleagris gallopovo) encontrado nos estados mexicanos de Jalisco, Guerrero e Veracruz. Estas subespécies foram domesticadas por antepassados dos mesoamericanos pela sua carne e ovos, que contêm maior quantidade de proteínas, e pelas suas penas. Os perus domesticados foram levados para a Europa pelos espanhóis, onde foram desenvolvidas várias raças.